# Leucania commoides
Leucania commoides là một loài bướm đêm trong họ Noctuidae.